# Заставе Африке

## Међународне заставе
- Застава Магреба
- Застава источноафричке заједницеЗастава источноафричке заједнице
- Застава ОПЕК-а

## Источна Африка
- Застава Британске територије Индијског океана (Уједињено Краљевство)
- Застава Бурундија
- Застава Коморија
- Застава Џибутија
- Застава Еритреје
- Застава Етиопије
- Застава Кеније
- Застава Мадагаскара
- Застава Малавија
- Застава Маурицијуса
- Незванична застава Мајота (Француска)
- Застава Мозамбика
- Застава Реиниона
- Застава Руанде
- Застава Сејшела
- Застава Сомалије
- Застава Танзаније
- Застава Уганде
- Застава Замбије
- Застава Зимбабвеа

## Средња Африка
- Застава Анголе
- Застава Камеруна
- Застава Централноафричке Републике
- Застава Чада
- Застава Демократске Републике Конго
- Застава Републике Конго
- Застава Екваторијалне Гвинеје
- Застава Габона
- Застава Сао Томе и Принципеа

## Северна Африка
- Застава Алжира
- Застава Канарских Острва (Шпанија)
- Застава Египта
- Застава Либије
- Застава Мадеире (Португал)
- Застава Мелиље (Шпанија)
- Застава Марока
- Застава Судана
- Застава Туниса
- Застава Западне Сахаре

## Јужна Африка
- Застава Боцване
- Застава Лесота
- Застава Намибије
- Застава Јужноафричке Републике
- Застава Свазиленда

### Бантустан
- Flag of Bophuthatswana
- Flag of Ciskei
- Flag of Gazankulu
- Flag of KaNgwane
- Flag of KwaNdebele
- Flag of KwaZulu
- Flag of Lebowa
- Flag of QwaQwa
- Flag of Transkei
- Flag of Venda

## Западна Африка
- Застава Бенина
- Застава Буркине Фасо
- Застава Зеленортских острва
- Застава Обале Слоноваче
- Застава Гамбије
- Застава Гане
- Застава Гвинеје
- Застава Гвинеје Бисао
- Застава Либерије
- Застава Малија
- Застава Мауританије
- Застава Нигера
- Застава Нигерије
- Застава Свете Јелене (Уједињено Краљевство)
- Застава Сенегала
- Застава Сијера Леонеа
- Застава Тога
- Flag of Tristan da Cunha (Уједињено Краљевство)